# أحمس عنخ
أحمس عنخ كان أميرًا في أوائل الأسرة الثامنة عشر. كان ابن الملك أحمس الأول والملكة أحمس نفرتاري. كان ولي العهد ولكنه توفي قبل والده، لذا أصبح العاهل التالي هو شقيقه الأصغر أمنحتب الأول. كانت أخته أحمس مريت آمون
يوجد لوحة تصوره مع والديه الآن في متحف الأقصر.